# São Mateus (Príncipe)
São Mateus (die portugiesische Bezeichnung für den Heiligen Matthäus) ist ein kleiner Ort auf Príncipe im Distrikt Pagué im Inselstaat São Tomé und Príncipe. 2012 wurden 16 Einwohner gezählt.

## Geographie
Der Ort liegt in Luftlinie nur etwa 600 m vom Hauptort Santo António entfernt im Landesinneren.